# 亞美尼亞—德國關係
亞美尼亞－德國关系，是指歷史上的德國和亞美尼亞、以至現在德意志聯邦共和國與亞美尼亞共和国之間的雙邊關係。德國和亞美尼亞在公元300年首次有往來，曾在第二次世界大战時干戈相向；兩國建交以來，在經貿、軍事等多個領域俱有往來。

## 歷史
據稱，德國人和亞美尼亞人在公元300年首次接觸，當時有亞美尼亞宣教士到德國人居住的地方傳播基督教；約17世紀時，亞美尼亞人支持參與十字軍東征的德國人。此後，有亞美尼亞學生和商人來到德國，也有德國人救助鄂圖曼帝國統治下的亞美尼亞人；20世紀初，德國人萌生對亞美尼亞文化的興趣，遂在當地學府設立有關科目。
第一次世界大戰時，德國和奧斯曼帝國（土耳其前身）是均是同盟國的一員。1915年至1916年间，逾30萬名亞美尼亞人在亞美尼亞種族大屠殺中遭到土耳其人殺害，或是被迫參與勞動；一些史家認為德國需要對亞美尼亞大屠殺負責，因為當時的德國雖然知道亞美尼亞人的苦況，卻冷眼旁觀，無意介入事件，也有德國士兵曾參與驅逐亞美尼亞人。
亞美尼亞在第二次世界大战中付上了沉重的代價：1941年至1945年间，超過50萬名亞美尼亞人是蘇聯紅軍的一分子，其中不少戰死沙場，傷亡數字與英、美等國不相伯仲；這些亞美尼亞人在前線抵抗納粹德國對苏联的入侵，也有部分人參與柏林戰役，攻克德國首都柏林:210–211。與此同時，有亞美尼亞人加入納粹德軍東方軍團的亞美尼亞軍團，為納粹德國而戰。
蘇聯解體後，亞美尼亞共和國在1992年與德國建交；此後，兩國達成了文化、經貿等多方面的協議。
2015年上半年，德國聯邦總統高克以「種族滅絕」和「有計劃和具系統性的屠殺」形容亞美尼亞大屠殺，又承認德國需為亞美尼亞大屠殺付上部分責任；土耳其政府譴責高克的言論，指德國「觸怒了土耳其的龐大人口」，又認為土耳其人不會忘記或原諒高克。

## 現況
亞美尼亞軍隊與德國聯邦國防軍共同參與駐阿富汗國際維和部隊，兩軍在阿富汗軍隊設有聯合的行动指导和联络小组；2015年上半年，65名亞美尼亞維和人員在北約框架下赴德國接受訓練。
- 德國出口到亞美尼亞的产品（2012年）[10]
- 亞美尼亞出口到德國的产品（2012年）[11]

2012年，德國共出口了1.83億美元到亞美尼亞，貨物主要有機械、化工產品等；同年，亞美尼亞出口了1.6億美元到德國，逾半貨物為礦產品。此外，亞美尼亞有商會曾組團赴德國，與當地企業高層會面。

## 外部連結
- 德國駐亞美尼亞大使館 （页面存档备份，存于）（德文）（亞美尼亞文）
- 亞美尼亞駐德國大使館（英文）（德文）（亞美尼亞文）